# Sommer-Paralympics 2008/Teilnehmer (Schweden)
| stlisierte Goldmedaille | stlisierte Silbermedaille | stlisierte Bronzemedaille |
| ----------------------- | ------------------------- | ------------------------- |
| 5                       | 3                         | 4                         |

Schweden nahm mit 64 Sportlern an den Sommer-Paralympics 2008 im chinesischen Peking teil.
Fahnenträger bei der Eröffnungsfeier war der Schwimmer Anders Olson, erfolgreichster Athlet der Mannschaft der Sportschütze Jonas Jacobsson mit drei Goldmedaillen.

## Teilnehmer nach Sportarten

### Bogenschießen
Frauen
- Ann-Christin Nilsson
- Zandra Reppe

Männer
- Anders Grönberg
- Håkan Törnström

### Goalball
| Frauen | Männer (Bronze )                                                                                       |
| --- | --- |
| - Åsa Alverstedt - Malin Gustavsson - Josefine Jälmestal - Maria Juliusson - Sofia Naesström - Anna Nilsson | - Mikael Åkerberg - Jimmy Björkstrand - Stefan Gahne - Niklas Hultqvist - Oskar Kuus - Fatmir Seremeti |

### Judo
Frauen
- Elvira Kivi
- Nicolina Pernheim

### Leichtathletik
Frauen
- Nathalie Nilsson
- Madelene Nordlund
- Gunilla Wallengren

Männer
- Aron Andersson
- Per Jonsson
- Henrik Rüffel

### Reiten
Frauen
- Lotten Aronsson
- Gabriella Löf
- Carolin Rutberg

### Rollstuhlbasketball
| Männer |
| --- |
| - Enoch Ablorh - Thomas Åkerberg - Per Byqvist - Joachim Gustavsson - Hussein Haidari - Peter Kohlström - Niclas Larsson - Thomas Larsson - Joakim Linden - Robin Meng - Patrik Nylander - Dan Wallin |

### Rollstuhltennis
Männer
- Johan Andersson, 1×  (Einzel offen, Quadriplegiker)
- Christer Jansson
- Stefan Olsson *
- Peter Wikström *

|* Doppelwettbewerbe
| Männer Doppel (Silber )          |
| -------------------------------- |
| - Stefan Olsson - Peter Wikström |

### Schießen
Frauen
- Lotta Helsinger
- Viktoria Wedin, 1×  (10 Meter Luftgewehr liegend, Klasse SH2)

Männer
- Håkan Gustafsson
- Jonas Jacobsson, 3×  (10 Meter Luftgewehr stehend, 50 Meter Freies Gewehr + 50 Meter Freies Gewehr liegend; Klasse SH1)
- Kenneth Pettersson

### Schwimmen
Frauen
- Jennie Ekström
- Lalita Loureiro
- Louise Watkin

Männer
- Christopher Lindhe
- Anders Olsson, 2×  (100 Meter + 400 Meter Freistil, Klasse S6), 1×  (50 Meter Freistil, Klasse S6)

### Segeln
Frauen
- Brigitta Jacobsson Nilen

Männer
- Carl-Gustaf Fresk

### Tischtennis
Frauen
- Josefin Abrahamsson, 1×  (Einzel, Klasse 8)
- Anna-Carin Ahlqvist
- Marleen Bengtsson Kovacs
- Ingela Lundbäck

Männer
- Frederik Andersson, 1×  (Einzel, Klasse 9/10)
- Ernst Bolldén
- Simon Itkonen
- Linus Karlsson
- Örjan Kylevik